# Karl-Heinz Lambertz
Karl-Heinz Lambertz (ur. 4 czerwca 1952 w Schoppen) – belgijski polityk i nauczyciel akademicki, od 1999 do 2014 minister-prezydent wspólnoty niemieckojęzycznej Belgii (DG), przewodniczący Komitetu Regionów (2017–2020).

## Życiorys
Ukończył studia prawnicze na francuskojęzycznym Université catholique de Louvain, po czym w latach 1976–1988 był asystentem na Wydziale Prawa tej uczelni. W 1988 powrócił do prowadzenia wykładów na tej uczelni. W latach 80. był krótko doradcą ministra ds. reform instytucjonalnych, następnie pracował w kompanii inwestycyjnej.
W drugiej połowie lat 70. zaangażował się w działalność polityczną. Był przewodniczącym rady młodzieży niemieckojęzycznej. Wybierany do parlamentu wspólnoty niemieckojęzycznej. W latach 80. przewodniczył grupie parlamentarnej Partii Socjalistycznej (PS). Od 1984 do 1990 stał na czele Sozialistische Partei (autonomicznego oddziału walońskich socjalistów na obszarze DG), w 1986 wszedł w skład komitetu wykonawczego PS. W latach 1995–1997 był radnym miejskim w Eupen.
Od 1990 obejmował funkcje w administracji wspólnoty niemieckojęzycznej. Do 1995 był ministrem ds. mediów, edukacji dorosłych, osób niepełnosprawnych, opieki społecznej i szkoleń zawodowych, następnie przez cztery lata ministrem ds. młodzieży, szkoleń, mediów i spraw społecznych.
Od 1999 do 2014 nieprzerwanie sprawował urząd ministra-prezydenta wspólnoty niemieckojęzycznej Belgii. W 2008 zaangażował się w rokowania w trakcie kryzysu politycznego, z polecenia króla Alberta II był jednym z trzech negocjatorów mających doprowadzić do kontynuacji rozmów na temat reformy konstytucyjnej. W 2014 został wybrany na przewodniczącego parlamentu wspólnotowego. Funkcję tę pełnił do 2016, po czym objął ją ponownie po wyborach w 2019; sprawował ten urząd do 2023.
W 2016 w trakcie kadencji został członkiem federalnego Senatu, w którym zasiadał do 2019. W 2017 wybrany na przewodniczącego Komitetu Regionów na okres dwuipółletniej kadencji, kończąc urzędowanie w 2020.